# Therese Dworak
Therese Dworak (geboren als Therese Wurm am 12. Oktober 1899 in Wien; gestorben am 21. Juni 1944 ebenda) war eine österreichische Widerstandskämpferin gegen den Nationalsozialismus. Sie wurde von der NS-Justiz gemeinsam mit Emilie Tolnay und dem Ehepaar Johann und Rosalia Graf zum Tode verurteilt und im Wiener Landesgericht mit dem Fallbeil hingerichtet.

## Leben
Geboren als fünfzehntes von achtzehn Kindern der Familie Wurm, besuchte sie die Pflichtschule und arbeitete zunächst im Haushalt, dann als Hilfsarbeiterin in einer Schuhfabrik. 1918 bekam sie einen Sohn. 1938 heiratete sie den Drechsler Karl Dworak (geb. 1891 in Wien).
Das Ehepaar wurde am 14. Juli 1942 von der Gestapo Wien festgenommen, erkennungsdienstlich behandelt, fotografiert und verhört. Am 22. Dezember 1943 wurden Karl und Therese Dworak gemeinsam mit den Ehepaaren Johann und Rosalia Graf sowie Anton und Emilie Tolnay vom Oberreichsanwalt beim Volksgerichtshof angeklagt. Therese Dworak wurde vorgeworfen, sie habe sich am Wiederaufbau der illegalen KPÖ beteiligt und dem aus dem Gefängnis ausgebrochenen kommunistischen Funktionär Adolf Neustadtl Unterkunft und Verpflegung beschafft. Dadurch habe sie diesem „eine umfangreiche Aufbautätigkeit“ ermöglicht. Weiters wurden ihr die Beteiligung an „staatsfeindlichen kommunistischen Besprechungen“, die Herstellung und Verbreitung „Schriften wehrkraftzersetzenden Inhalts“, die Tätigkeit als Verbindungsperson innerhalb der KPÖ und die Spendensammlung für die Rote Hilfe Österreichs vorgeworfen.
Am 14. April 1944 wurden Therese Dworak, Johann und Rosalia Graf sowie Emilie Tolnay vom Volksgerichtshof Wien wegen „Vorbereitung zum Hochverrat und Feindbegünstigung“ zum Tode verurteilt, Anton Tolnay zu zehn Jahren Zuchthaus. „Auffallend bei diesem Prozess ist, dass alle angeklagten Frauen zum Tode verurteilt und hingerichtet werden, während von den involvierten Ehemännern nur Johann Graf zum Tode verurteilt wird.“ Am 21. Juni 1944 wurden Therese Dworak, Johann und Rosalia Graf zum Schafott geführt und binnen weniger Minuten mit dem Fallbeil hingerichtet. Die Mitangeklagte Emilie Tolnay wurde wenige Tage später, am 5. Juli 1944, geköpft.

## Gedenken
Ihr Name findet sich auf einer 1946 für die Opfer des Kampfes gegen den Faschismus enthüllten Gedenktafel in der Bezirksleitung der KPÖ-Penzing in der Drechslergasse 42 und auf einer Gedenktafel im Hinrichtungsraum des Wiener Landesgerichts, der heute als Weihestätte dem Gedenken die Opfer des NS-Regimes gewidmet ist. Therese Dworak wurde in der Schachtgräberanlage der Gruppe 40 des Wiener Zentralfriedhofes bestattet, in Reihe 22, Grab 217. Die Gräberanlage ist heute als Ehrenhain den hingerichteten Widerstandskämpfern gewidmet.